# Klasa bonitacyjna
Ten artykuł należy dopracować:

przedstawiono sytuację tylko z polskiej perspektywy – artykuł powinien być przekrojowy.
Pomóż go poprawić. Na stronie dyskusji mogą znajdywać się pomocne komentarze.
Klasa bonitacyjna (również jako klasa bonitacyjna gleby) – klasa gruntu określana w ramach gleboznawczej klasyfikacji gruntów na podstawie urzędowej tabeli gruntów określająca  jakość gleby pod względem jej wartości użytkowej.
Ciągły obszar gruntu, wyodrębniony w wyniku gleboznawczej klasyfikacji gruntów, obejmujący grunty zaliczone do jednej klasy bonitacyjnej stanowi kontur klasyfikacyjny. Przebieg konturów klasyfikacyjnych przyjmuje się w EGiB na podstawie mapy klasyfikacji i zamyka się w granicach konturów gruntów rolnych (R) lub gruntów leśnych (Ls).
Urzędową tabelę klas gruntów zawierającą m.in. ogólną charakterystykę klas bonitacyjnych gleb, a także sposób zaliczania gleb do poszczególnych klas stanowi załącznik do Rozporządzenia Rady Ministrów z dnia 12 września 2012 r. w sprawie gleboznawczej klasyfikacji gruntów (Dz.U. z 2012 r. poz. 1246).

## Tabela klas gruntów
| Rodzaj gruntu                                                                                           | Klasa bonitacyjna gleby                                                                                   | Oznaczenie klasy (OZK) według EGiB i GKG                                                                  |
| Grunty orne (R)                                                                                         | | |
| --- | --- | --- |
| Grunty orne (R)                                                                                         | Gleby orne najlepsze                                                                                      | I |
| Grunty orne (R)                                                                                         | Gleby orne bardzo dobre                                                                                   | II |
| Grunty orne (R)                                                                                         | Gleby orne dobre                                                                                          | IIIa |
| Grunty orne (R)                                                                                         | Gleby orne średnio dobre                                                                                  | IIIb |
| Grunty orne (R)                                                                                         | Gleby orne średniej jakości, lepsze                                                                       | IVa |
| Grunty orne (R)                                                                                         | Gleby orne średniej jakości, gorsze                                                                       | IVb |
| Grunty orne (R)                                                                                         | Gleby orne słabe                                                                                          | V |
| Grunty orne (R)                                                                                         | Gleby orne najsłabsze                                                                                     | VI |
| Grunty orne (R)                                                                                         | Gleby orne najsłabsze, trwale za suche lub za mokre                                                       | VIz |
| Grunty zrekultywowane                                                                                   | | |
| Grunty zrekultywowane dobre                                                                             | IIIa | |
| Grunty zrekultywowane średnio dobre                                                                     | IIIb | |
| Grunty zrekultywowane średniej jakości, lepsze                                                          | IVa | |
| Grunty zrekultywowane średniej jakości, gorsze                                                          | IVb | |
| Grunty zrekultywowane słabe                                                                             | V | |
| Grunty zrekultywowane najsłabsze                                                                        | VI | |
| Łąki trwałe (Ł) i pastwiska trwałe (Ps)                                                                 | | |
| Gleby orne najlepsze                                                                                    | I | |
| Gleby orne bardzo dobre                                                                                 | II | |
| Gleby orne dobre                                                                                        | III | |
| Gleby orne średniej jakości                                                                             | IV | |
| Gleby orne słabe                                                                                        | V | |
| Gleby orne najsłabsze                                                                                   | VI | |
| Lasy (Ls)                                                                                               | | |
| Gleby najlepsze                                                                                         | I | |
| Gleby bardzo dobre                                                                                      | II | |
| Gleby dobre                                                                                             | III | |
| Gleby średniej jakości                                                                                  | IV | |
| Gleby słabe                                                                                             | V | |
| Gleby najsłabsze                                                                                        | VI | |
| Grunty zadrzewione i zakrzewione (Lz)                                                                   | klasyfikowane odpowiednio do gleb gruntów leśnych (Ls)                                                    | klasyfikowane odpowiednio do gleb gruntów leśnych (Ls)                                                    |
| Grunty zadrzewione i zakrzewione na użytkach rolnych (Lzr)                                              | klasyfikowane odpowiednio do gleb gruntów ornych (R) lub gleb łąk trwałych (Ł) i pastwisk trwałych (Ps)   | klasyfikowane odpowiednio do gleb gruntów ornych (R) lub gleb łąk trwałych (Ł) i pastwisk trwałych (Ps)   |
| Grunty pod stawami rybnymi (Wsr)                                                                        | klasyfikowane odpowiednio do gleb łąk trwałych (Ł) i pastwisk trwałych (Ps)                               | klasyfikowane odpowiednio do gleb łąk trwałych (Ł) i pastwisk trwałych (Ps)                               |
| Grunty rolne zabudowane (Br)                                                                            | klasyfikowane odpowiednio do gleb gruntów przyległych                                                     | klasyfikowane odpowiednio do gleb gruntów przyległych                                                     |
| Grunty pod rowami (W)                                                                                   | klasyfikowane jedynie poprzez zaliczenie ich do klasy gruntów przyległych, ale podlegających klasyfikacji | klasyfikowane jedynie poprzez zaliczenie ich do klasy gruntów przyległych, ale podlegających klasyfikacji |
| Grunty rolne zajęte pod uprawy wieloletnie, w szczególności pod sady owocowe (S), krzewy owocowe i inne | klasyfikowane odpowiednio do gleb gruntów ornych (R) lub gleb łąk trwałych (Ł) i pastwisk trwałych (Ps)   | klasyfikowane odpowiednio do gleb gruntów ornych (R) lub gleb łąk trwałych (Ł) i pastwisk trwałych (Ps)   |